# 君と100回目の恋
『君と100回目の恋』（きみとひゃっかいめのこい）は、2017年2月4日に公開された日本映画。監督は月川翔、主演はmiwaと坂口健太郎のダブル主演。
オリジナル脚本。メディアミックス展開（「君100プロジェクト」）として、コミカライズ・ノベライズのほかスピンオフ小説も出版されている。

## 概要
日本全国190スクリーンで公開され、2017年2月4日、5日の初日2日間で興収9,559万4,700円、動員7万3,352人となり映画観客動員ランキング（興行通信社調べ）で初登場第5位となった。また、ぴあ初日満足度ランキング（「映画生活」調べ）ではトップに輝いた。
キャッチコピーは、「君を守る。何度、時を巻き戻しても―。」、「あなたを好きになる。たとえ、どんな運命でも―。」。
台湾、タイ、韓国、中国でも公開上映されている。中国ではLinekong Picturesがこの映画のリメイク権を取得している。
|      | タイトル                |
| ---- | ----------------------- |
| 英語 | The 100th Love with You |
| 台湾 | 與妳的第100次愛戀       |
| 中国 | 与君相恋100次           |

## あらすじ
葵海と陸は同じ大学に通う幼馴染。葵海の親友・里奈と、直哉、鉄大の５人でバンド「The  STROBOSCORP」として活動をしていた。夏祭りでのライブ披露の当日、うまくいかなかったために葵海は会場から逃げ出すようにして走り出す。放心状態のまま歩いている途中、交通事故に遭う。
そして目が覚めると、何故か葵海は大学の教室に居て、居眠りから目が覚めた状況だった。

## キャスト
- 「The STROBOSCORP」メンバー
  - 日向葵海 - miwa
  - 長谷川 陸 - 坂口健太郎
  - 松田直哉 - 竜星涼
  - 相良里奈 - 真野恵里菜 （マネージャー役）
  - 中村鉄太 - 泉澤祐希
- 小原 遥 - 太田莉菜
- 大学教授 - 大石吾朗
- 日向圭子 - 堀内敬子
- 長谷川 俊太郎 - 田辺誠一

### サブキャスト
- 日向裕斗（葵海の弟） - 中田圭祐
- 花火師 - 福本清三
- 葵海（幼少期） - 後藤由依良
- 陸（幼少期） - 高橋曽良
- 酔っ払い - 土佐和成
- 学生 - 石坂大翔
- 裕斗の彼女 - 寺田育澄
- フェス司会 - 笠原秀幸
- 俊太郎の妻（写真） - 西田尚美

### カメオ出演
それぞれ劇中のライブシーンでバンド演奏をしている。
- アンドーズ[注釈 1] - 楽曲「Birthday Morning」
- SUPER BEAVER - 楽曲「27」

## スタッフ
- 監督 - 月川翔
- 脚本 - 大島里美
- 音楽 - 伊藤ゴロー
- 音楽プロデューサー - 安井輝
- 主題歌・劇中歌プロデューサー：吉竹直樹(SMR)[13]
- 劇中「SETOFES」トータルコーディネート - 澤田秀則
- 撮影 - 小宮山充
- 照明 - 保坂温
- 録音 - 矢野正人
- 美術 - 五辻圭
- 装飾 - 折戸美由紀
- 編集 - 森下博昭
- 助監督 - 北野隆
- 協賛 - 森永製菓、festaria
- 後援 - 岡山県
- 撮影協力 - せとうちフィルムコミッション、岡山県観光連盟、岡山観光コンベンション協会、瀬戸内市産業推進課、岡山市経済局観光コンベンション推進課、岡山県立大学、両備グループ、岡山電気軌道、四国学院大学　ほか
- 製作 - 長澤修一、山本将綱、辻野学、山崎芳人、舛田淳、木下暢起[12]
- エグゼクティブプロデューサー - 豊島雅郎
- プロデューサー - 井出陽子
- アソシエイトプロデューサー - 富田敏家、鼻田拓
- 制作・配給 - アスミック・エース
- 製作 - 「君と100回目の恋」製作委員会（アスミック・エース、トライストーン・エンタテイメント、ソニー・ミュージックレコーズ、キョードー東京、LINE[14]、集英社）

## 音楽

### 主題歌・挿入歌など
主題歌
「君と100回目の恋」
作詞・作曲 - miwa / 歌 - 葵海 starring miwa
挿入歌
「アイオクリ」
作詞 - miwa / 作曲 - 内澤崇仁 / 歌 - The STROBOSCORP
トレイラー映像に使用。タイトルと歌詞に葵海（アオイ）と陸（リク）の文字が使われている。
「単純な感情」
作詞・作曲 - miwa / 歌 - The STROBOSCORP
映画のオープニング等で使用。
「Birthday Morning」
作詞・作曲 - オバタコウジ / 歌 - アンドーズ
「瀬戸フェス」導入シーンで使用。
「BGM」
作詞・作曲 - 内澤崇仁 / 歌 - androp
葵海と陸のデートシーン等で使用。
「27」
作詞・作曲 - 柳沢亮太 / 歌 - SUPER BEAVER
デートシーン（2人でライブ参加場面）で使用。
ほか
- 「夢で逢えたら」 - 幼少期の葵海と陸が一部歌唱
- 「Song End」 - 作曲：オバタコウジ、演奏：The STROBOSCORP
- 劇中使用楽器：YAMAHA FS830（葵海）[15]

### サウンドトラック

#### 配信楽曲
「アイオクリ (1コーラスVer.)」が2016年11月23日 iTunes等先行配信。2017年2月4日には『君と100回目の恋　オリジナルサウンドトラック』としてアルバム配信。なお、「Birthday Morning」、「BGM」、「27」はCDのみの収録となっている。配信では曲名義が（便宜のため）「The STROBOSCORP from 映画『君と100回目の恋』」となっている。

#### CD
2017年1月25日にSony Recordsから主題歌・劇中歌・劇伴曲の各曲が収録されたサウンドトラックCDがリリース。
初回限定盤の付録DVDには「アイオクリ (movie ver.)」のミュージックビデオが収録。

#### 収録曲
- 6 Birthday Morning
  - アンドーズは、本曲がメジャーレーベルからの1stリリースとなる[18]。
- 10 BGM
  - andropの楽曲。2017年2月15日に配信限定でリリースされたほか、同年5月10日発売の7thシングル『Prism』にはシングルバージョンが収録された。
- 13 27
  - SUPER BEAVERの8thアルバム『27』(NOID-0012)の収録曲[注釈 3][19]。
- 20 アイオクリ (movie ver.)
  - 演奏にはandropの4名が参加。
- 21 君と100回目の恋 (movie ver.)
  - M20とM21については、miwaの5thアルバム『SPLASH☆WORLD』にアレンジが少し異なるバージョンが収録されている。

| #         | タイトル                           | 作詞         | 作曲              | 編曲      | アーティスト       | 時間  |
| --------- | ---------------------------------- | ------------ | ----------------- | --------- | ------------------ | ----- |
| 1.        | 「単純な感情」                     | miwa         | miwa              |           | The STROBOSCORP    | 4:01  |
| 2.        | 「壊れたレコード」                 |              |                   |           | 伊藤ゴロー         | 1:03  |
| 3.        | 「インフィニート・ボッサ」         |              |                   |           | 伊藤ゴロー         | 3:10  |
| 4.        | 「water pipes」                    |              |                   |           | 伊藤ゴロー         | 0:40  |
| 5.        | 「静かな」                         |              |                   |           | 伊藤ゴロー         | 2:13  |
| 6.        | 「Birthday Morning」               | オバタコウジ | オバタコウジ      |           | アンドーズ         | 4:07  |
| 7.        | 「in the mists」                   |              |                   |           | 伊藤ゴロー         | 0:49  |
| 8.        | 「water piper」                    |              |                   |           | 伊藤ゴロー         | 1:15  |
| 9.        | 「時の冒険」                       |              |                   |           | 伊藤ゴロー         | 2:53  |
| 10.       | 「BGM」                            | 内澤崇仁     | 内澤崇仁          |           | androp             | 4:43  |
| 11.       | 「Flip the script I」              |              |                   |           | 伊藤ゴロー         | 1:36  |
| 12.       | 「Flip the script II」             |              |                   |           | 伊藤ゴロー         | 2:31  |
| 13.       | 「27」                             | 柳沢亮太     | 柳沢亮太          |           | SUPER BEAVER       | 3:56  |
| 14.       | 「図書室」                         |              |                   |           | 伊藤ゴロー         | 1:02  |
| 15.       | 「in the mists II」                |              |                   |           | 伊藤ゴロー         | 3:27  |
| 16.       | 「Lost Script I」                  |              |                   |           | 伊藤ゴロー         | 1:38  |
| 17.       | 「Lost Script II」                 |              |                   |           | 伊藤ゴロー         | 1:00  |
| 18.       | 「時のレクイエム」                 |              |                   |           | 伊藤ゴロー         | 2:59  |
| 19.       | 「Air-Time」                       |              |                   |           | 伊藤ゴロー         | 1:57  |
| 20.       | 「アイオクリ (movie ver.)」        | miwa         | 内澤崇仁 (androp) |           | The STROBOSCORP    | 4:02  |
| 21.       | 「君と100回目の恋 (movie ver.)」   | miwa         | miwa              |           | 葵海 starring miwa | 4:44  |
| 22.       | 「エンディングテーマ」             |              |                   |           | 伊藤ゴロー         | 4:03  |
| 23.       | 「アイオクリ -instrumental-」      |              |                   |           |                    | 4:02  |
| 24.       | 「君と100回目の恋 -instrumental-」 |              |                   |           |                    | 4:44  |
| 合計時間: | 合計時間:                          | 合計時間:    | 合計時間:         | 合計時間: | 合計時間:          | 66:35 |

### ミュージック・ビデオ
- 『アイオクリ』（ショートバージョン）＋メイキング - SonyMusic
- サウンドトラックCDの30秒スポットTVCM - SonyMusic

### 音楽活動
映画の公開に合わせて、劇中バンド「The  STROBOSCORP」と同じメンバーによるキャンペーンが行われ、様々な音楽活動が展開された。（なお、マネージャー役の真野恵里菜は1月30日のみ出演）
- 2017年1月25日『君と100回目の恋　Original Soundtrack』発売[20]。「The STROBOSCORP」名義にてCDデビュー。
- 2017年1月27日『ミュージックステーション』（テレビ朝日）に出演、生放送ライブを披露[21]。
- 2017年1月30日 Zepp Tokyoにおいて映画上映会付きミニライブを開催[22]。
  - Zepp Tokyoでのライブ映像 - アスミック・エース
  - 同、舞台挨拶映像  - アスミック・エース
- 2017年2月4日 『COUNT DOWN TV』（TBS）出演、ライブを披露[21]。

## Blu-ray / DVD
- 映画「君と100回目の恋」（2017年6月23日発売） - Sony Records / アスミック・エース
  - Blu-ray（初回生産限定盤）BD+BD (SRXW-2/3)
  - Blu-ray (SRXW-4)
  - DVD（初回生産限定盤）DVD+DVD (SRBW-41/42)
  - DVD (SRBW-43)

## 関連書籍

### 楽譜
作中に流れた楽曲のスコア化。ギターとピアノが出版されているが、収録曲はそれぞれ異なる。映画のカラーページ付き。
- 『バンドスコア／ギター弾き語り「君と100回目の恋」』 ヤマハミュージックメディア（2017年2月6日発売[24]、ISBN 978-4-63-694418-1）
- 『ピアノミニアルバム 「君と100回目の恋」』 ヤマハミュージックメディア（2017年2月11日発売[25]、ISBN 978-4-63-694393-1）

### ファンブック
miwa×坂口健太郎の撮り下ろしカットやトークセッション、友人役である竜星涼、真野恵里菜、泉澤祐希のインタビューをはじめ、オフショットや撮影裏話、ファッションチェック、舞台となっている瀬戸内ロケ地マップなどを掲載。
- アスミック・エース （監修）『映画「君と100回目の恋」オフィシャルファンブック』 宝島社（2017年1月27日発売[27]、ISBN 978-4-80-026667-5）

## 派生作品

### コミカライズ
- Chocolate Records（原作）・イナバセリ（構成）・よしづきくみち（漫画）『君と100回目の恋』集英社〈ヤングジャンプ・コミックス〉、全3巻
  1. 2017年1月24日発行（1月19日発売[28]）、ISBN 978-4-08-890577-8
  2. 2017年1月24日発行（1月19日発売[29]）、ISBN 978-4-08-890578-5
  3. 2017年2月22日発行（2月17日発売[30]）、ISBN 978-4-08-890596-9

### ノベライズ
- Chocolate Records（原作）・下川香苗（小説）『映画ノベライズ 君と100回目の恋』 集英社〈集英社オレンジ文庫〉（2016年12月16日発売[31]、ISBN 978-4-08-680114-0）
- Chocolate Records（原作）・ワダヒトミ（小説）『君と100回目の恋 映画ノベライズ みらい文庫版』集英社〈集英社みらい文庫〉（2016年12月22日発売[32]、ISBN 978-4-08-321353-3）

### スピンオフ小説
- 大島里美『君と1回目の恋』 集英社〈集英社文庫〉（2017年3月17日発売[33]、ISBN 978-4-08-745564-9）